# Bułgaria na Letnich Igrzyskach Olimpijskich 1980
Bułgarię na Letnich Igrzyskach Olimpijskich 1980 reprezentowało 271 zawodników.

## Zdobyte medale
| Medal  | Zawodnik | Dyscyplina           | Konkurencja                      |
| ------ | --- | -------------------- | -------------------------------- |
| Złoto  | Petyr Lesow | Boks                 | waga musza (48-51 kg)            |
| Złoto  | Lubomir Lubenow | Kajakarstwo          | C-1 1000 m                       |
| Złoto  | Stojan Dełczew | Gimnastyka           | drążek                           |
| Złoto  | Janko Rusew | Podnoszenie ciężarów | 60 – 67,5 kg                     |
| Złoto  | Asen Złatew | Podnoszenie ciężarów | 67,5 – 75 kg                     |
| Złoto  | Georgi Rajkow | Zapasy               | -100 kg w stylu klasycznym       |
| Złoto  | Walentin Rajczew | Zapasy               | -74 kg w stylu wolnym            |
| Złoto  | Ismaił Abiłow | Zapasy               | -82 kg w stylu wolnym            |
| Srebro | Marija Petkowa | Lekkoatletyka        | rzut dyskiem                     |
| Srebro | Nadka Gołczewa Penka Metodiewa Petkana Makaweewa Sneżana Michajłowa Krasimira Bogdanowa Diana Diłowa-Brajnowa Penka Stojanowa Wanja Dermendżiewa Angelina Michajłowa Ewładija Sławczewa-Stefanowa Kostadinka Radkowa Siłwija Germanowa | Koszykówka           | turniej kobiet                   |
| Srebro | Lubomir Lubenow | Kajakarstwo          | C-1 500 m                        |
| Srebro | Wania Geszewa | Kajakarstwo          | K-1 500 m                        |
| Srebro | Petyr Mandadżijew Swetosław Iwanow Georgi Gadżew | Jeździectwo          | ujeżdżenie drużynowo             |
| Srebro | Dimityr Zaprjanow | Judo                 | waga ciężka – +95 kg             |
| Srebro | Ginka Gjurowa Marijka Modewa Rita Todorowa Iskra Welinowa Nadja Filipowa | Wioślarstwo          | W4+ (czwórka ze sternikiem)      |
| Srebro | Stojan Gunczew Christo Stojanow Dimityr Złatanow Dimityr Dimitrow Cano Canow Stefan Dimitrow Petko Petkow Mitko Todorow Kaspar Simeonow Emił Wyłczew Christo Iliew Jordan Angełow                                                      | Piłka siatkowa       | turniej mężczyzn                 |
| Srebro | Asen Złatew | Podnoszenie ciężarów | 56 – 60 kg                       |
| Srebro | Błagoj Błagoew | Podnoszenie ciężarów | 75 – 82,5 kg                     |
| Srebro | Rumen Aleksandrow | Podnoszenie ciężarów | 82,5 – 90 kg                     |
| Srebro | Walentin Christow | Podnoszenie ciężarów | 100 – 110 kg                     |
| Srebro | Aleksandyr Tomow | Zapasy               | +100 kg w stylu klasycznym       |
| Srebro | Micho Dukow | Zapasy               | 62 kg w stylu wolnym             |
| Srebro | Iwan Jankow | Zapasy               | 68 kg w stylu wolnym             |
| Srebro | Sławczo Czerwenkow | Zapasy               | -100 kg w stylu wolnym           |
| Brąz   | Petyr Petrow | Lekkoatletyka        | 100 m                            |
| Brąz   | Iwajło Marinow | Boks                 | waga papierowa (-48 kg)          |
| Brąz   | Bronisław Ananijew Nikołaj Iłkow | Kajakarstwo          | C-2 500 m                        |
| Brąz   | Bronisław Borisow Bożidar Milenkow Łazar Christow Iwan Manew | Kajakarstwo          | K-4 1000 m                       |
| Brąz   | Ilijan Nedkow | Judo                 | waga półlekka – 65 kg            |
| Brąz   | Sijka Barbułowa Stojanka Grujczewa-Kurbatowa | Wioślarstwo          | W2- (dwójka bez sternika)        |
| Brąz   | Minczo Nikołow Lubomir Petrow Ivo Rusew Bogdan Dobrew | Wioślarstwo          | M4x (czwórka podwójna)           |
| Brąz   | Mariana Serbezowa Rumeljana Bonczewa Dołores Nakowa Ani Bakowa Anka Georgiewa | Wioślarstwo          | czwórka podwójna ze sternikiem   |
| Brąz   | Lubczo Djakow | Strzelectwo          | Pistolet dowolny 50 m            |
| Brąz   | Petyr Zaprjanov | Strzelectwo          | Karabin małokalibrowy leżąc 50 m |
| Brąz   | Tanja Dimitrowa Walentina Iliewa Siłwija Petrunowa Anka Christołowa Werka Borisowa Rumjana Kaiszewa Maja Georgiewa Tanja Gogowa Cwetana Bożurina Rosica Dimitrowa                                                                      | Piłka siatkowa       | turniej kobiet                   |
| Brąz   | Paweł Pawłow | Zapasy               | -82 kg w stylu klasycznym        |
| Brąz   | Nermedin Selimow | Zapasy               | 52 kg w stylu wolnym             |
| Brąz   | Minczo Paszow | Podnoszenie ciężarów | 60 – 67,5 kg                     |
| Brąz   | Nedełczo Kolew | Podnoszenie ciężarów | 67,5 – 75 kg                     |
| Brąz   | Stojan Dełczew | Gimnastyka           | wielobój indywidualnie           |
| Brąz   | Mładen Mładenow | Zapasy               | -52 kg w stylu wolnym            |